# Phryneta verrucosa
Phryneta verrucosa är en skalbaggsart som först beskrevs av Dru Drury 1773.  Phryneta verrucosa ingår i släktet Phryneta och familjen långhorningar. Inga underarter finns listade i Catalogue of Life.